# Simbolisme fonètic
El simbolisme fonètic és l'associació d'un determinat significat a un so o grup de sons, un fenomen que trenca amb la relació arbitrària habitual entre significat i significant. És a dir, hi ha paraules on la forma que s'usa per designar-les té a veure amb el seu sentit o bé determinats patrons fonètics que indueixen a pensar en determinats conceptes.
Un exemple clar de simbolisme fonètic és l'onomatopeia, on la paraula intenta reproduir acústicament un fenomen, com ara el mot "xiuxiuejar", que tracta de reproduir el so que se sent quan hom parla fluixet o a cau d'orella. Un segon fenomen és l'anomenat clustering, on quan una paraula té un significat concret en una llengua, és més probable que altres mots del mateix camp semàntic s'assemblin en el seu significant.
El darrer fenomen rellevant és la ideastèsia, que associa els fonemes a determinades formes físiques, com es va estudiar a l'experiment "buba-kiki". De les dues figures de la imatge, si es demana a persones aleatòries que indiquin quina es diu "buba" i quina "kiki", els resultats mostraran una marcadíssima preferència per associar "kiki" a la figura amb més angles.

Quina figura és "Buba" i quina "Kiki"? La majoria de persones anomenen "kiki" a la primera per un fenomen de ideastèsia